# Byzantine (gruppo musicale)
I Byzantine sono una band groove metal statunitense nata nel 2000. All'attivo hanno quattro album, due demo e un ep.
La band ha comunicato il suo discioglimento il 26 gennaio 2008, a causa di una serie di circostanze non specificate.
Nel novembre 2009 Chris Ojeda ha annunciato la riunione inizialmente in occasione di tre concerti previsti per marzo 2010, per poi decidere di riprendere l'attività con una formazione rimaneggiata in conseguenza delle uscite di Cromer e Rohrbough e dell'entrata di Brian Henderson.

## Formazione

### Formazione attuale
- Chris Ojeda - voce, chitarra (2000-2008, 2010- )
- Brian Henderson - chitarra (2010-)
- Matt Wolfe - batteria (2002-2010)

### Ex componenti
- Tony Rohrbough - chitarra (2000-2008, 2010)
- Chris Adams - basso (2000-2004)
- Michael Cromer - basso (2004-2008, 2010)
- Jeremy Freeman - batteria (2000-2001)

## Discografia
Album in studio
- 2004 - The Fundamental Component
- 2005 - ...And They Shall Take Up Serpents
- 2008 - Oblivion Beckons
- 2013 - Byzantine
- 2015 - To Release Is to Resolve
- 2017 - The Cicada Tree

Demo
- 2002 - Pieces of the Empire
- 2003 - Sampler: Nearfest Edition

Raccolte
- 2002 - 2000-2001 Demos

EP
- 2003 - 2003 European Sampler

## Videografia
- 2005 - Jeremiad: A Video by Donnie Searls Mini DVD
- 2007 - Salvation DVD